# スペードの女王 (プロコフィエフ)
『スペードの女王』（ロシア語: Пиковая Дама） 作品70 は、セルゲイ・プロコフィエフが1936年に作曲した映画音楽。映画はミハイル・ロンムによる構想であったが実現しなかった。映画はアレクサンドル・プーシキンの1834年の短編小説『スペードの女王』に基づいており、プーシキンの没後100年にあたる1937年の公開を目指していた。本作はプロコフィエフの作品中でもとりわけ知られることのない楽曲である。

## 概要
本作は元々プーシキンの死後100年での公開を目標にしていた。しかし、ソ連当局による検閲の強化によりついに映画が完成することはなかった。1936年5月29日に契約へ署名していたプロコフィエフは7月12日にピアノ譜を完成させ、助手のパーヴェル・ラムに送付している。プロコフィエフがラムにピアノ編曲版を弾いて聴かせた際、ラムはこの作品が抒情的でも劇的でもないが、「絶え間なく繰り返される3度、続く7度音程」が映画に「味気無さ」を与えると同時に強迫観念的、統合失調症的な感覚をもたらしていると言及している。
14ページからなるピアノ編曲版の草稿はモスクワにあるロシア国立文学芸術アーカイヴに保管されて
いる。
プロコフィエフは本作の音楽を交響曲第5番の第3楽章、及びピアノソナタ第8番に用いている。ゲンナジー・ロジェストヴェンスキーやマイケル・バークリーは曲にさらに更なる改訂を加えた版を制作している。

## 楽器編成
フルート2、オーボエ2、コーラングレ、クラリネット2、バスクラリネット、ファゴット2、ホルン4、トランペット3、トロンボーン3、テューバ、ティンパニ、大太鼓、スネアドラム、シンバル、ピアノ、弦五部。

## 楽曲構成
演奏時間は約43分。
1. 序曲
2. 彷徨い
3. 伯爵の邸宅前のゲルマン
4. リーザ
5. 自宅に居るゲルマン
6. リーザを見出すゲルマン
7. ゲルマンがリーザに手紙を届ける
8. リーザが手紙を読む
9. リーザは夢想し返事をしたためる
10. リーザは手紙を携えてゲルマンの許へ向かう
11. ゲルマンが手紙を読む; 伯爵の邸宅前のゲルマン
12. リーザの部屋にいるゲルマン
13. 舞踏会
14. 自室にいるリーザ
15. カードゲームをしているゲルマン
16. 伯爵を訪ねる
17. ゲルマンがメモを取り、それをポケットに収め、賭場に入っていく[注 1]
18. 最初の勝利
19. ゲルマンが2度目に賭場へ入る[注 2]
20. 2度目の勝利
21. ゲルマンが3度目に賭場に入る
22. ゲルマンは負けていた
23. 最後の会合